# Oenosaurus
Oenosaurus es un género extinto de reptil esfenodonto que vivió durante el período Jurásico Superior en Alemania. Los restos de la única especie conocida, Oenosaurus muehlheimensis provienen de los estratos de Mörnsheimer en el sur de Alemania. Muestran no sólo el típico cráneo de los tuátaras modernos y extintos sino que cuenta con una dentición especializada, que probablemente era usada para romper conchas de caracoles y de mejillones. Oenosaurus vivió en un paisaje cálido y húmedo en las islas en el borde del antiguo mar de Tetis y desapareció, posiblemente hacia el final del Jurásico junto al archipiélago.
Hasta el momento el único fósil conocido de este animal, un cráneo con la mandíbula inferior, fue encontrado en 2009 en una cantera cerca de Mülheim, en la Alta Baviera en el distrito de Eichstätt, y fue descrito en 2012 por un grupo de paleontólogos encabezado por Oliver Rauhut. Oenosaurus está estrechamente relacionado con la actual tuátara de Nueva Zelanda, del género Sphenodon y forma parte de un grupo de tuátaras distribuido globalmente.

## Características

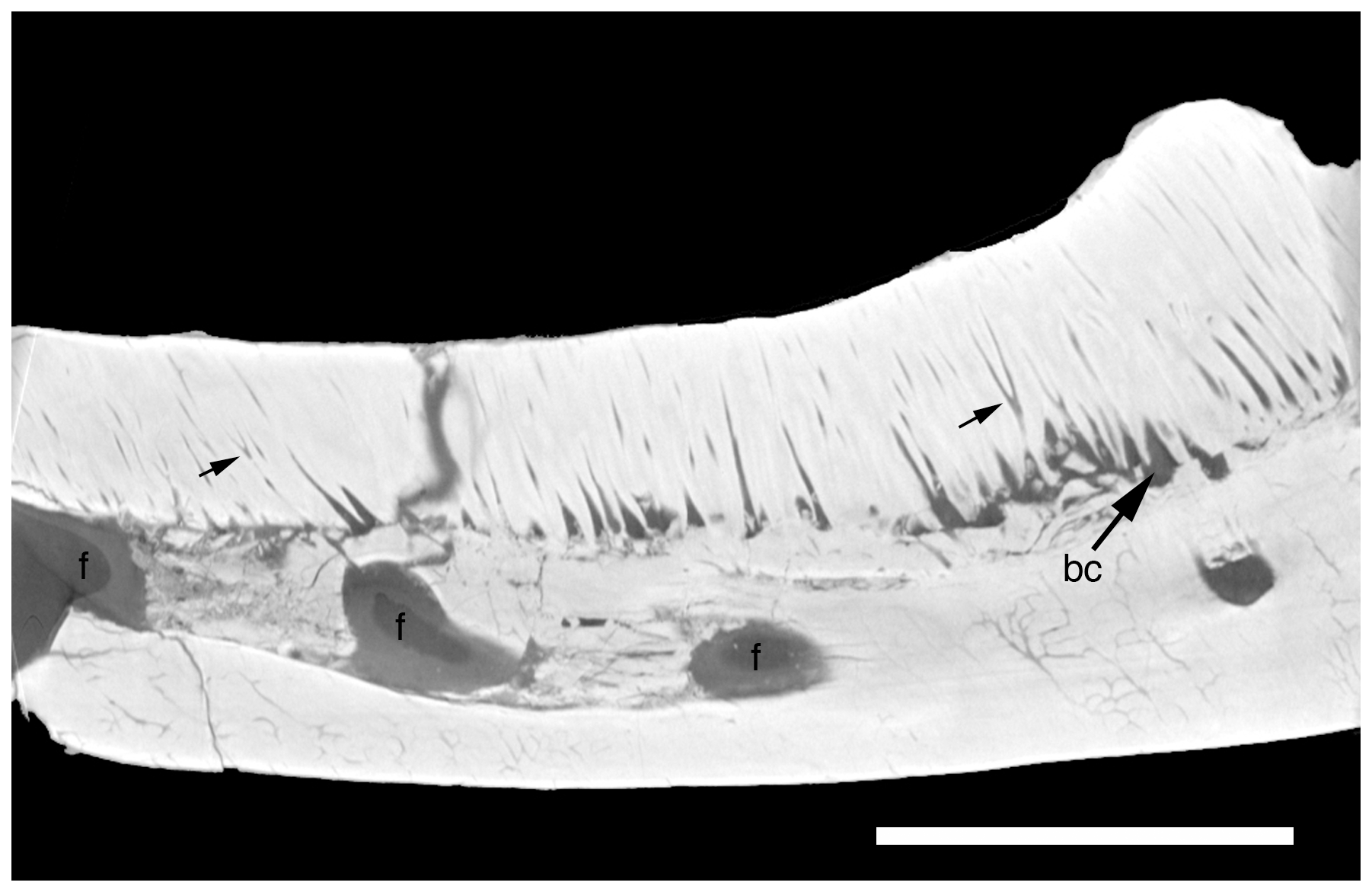
Mandíbula de Oenosaurus. Los dientes apiñados formando una placa dental son un rasgo único de este género entre los esfendontes. (Longitud de la barra de escala: 5 mm)

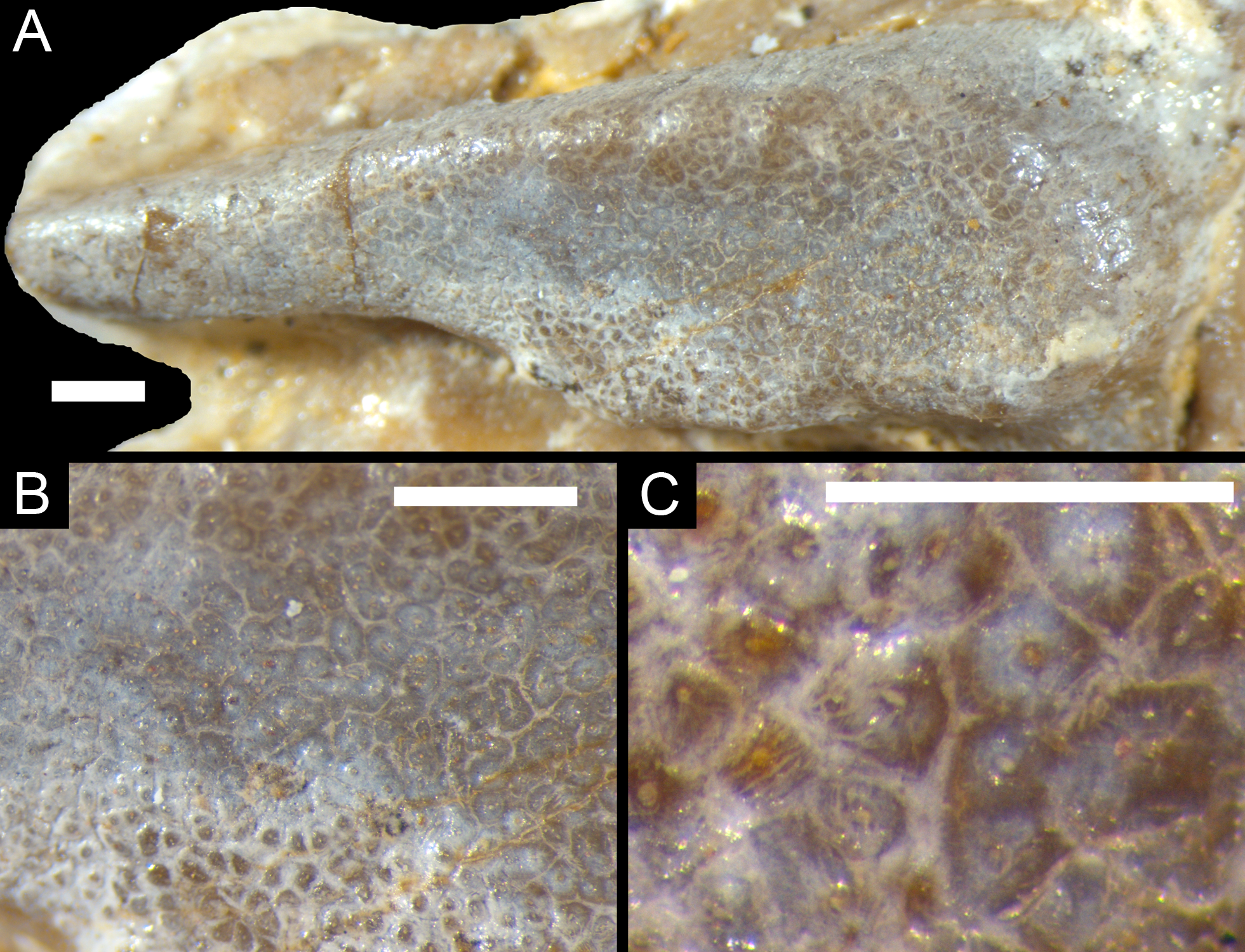
Acercamiento de las placas dentales

El cráneo de Oenosaurus era relativamente robusto, de forma triangular visto desde arriba, y probablemente de cerca de 28 milímetros de largo y ancho. Su mandíbula inferior medía 33 milímetros de longitud con una serie de dientes densamente agrupados en forma de forma de placa, los cuales formaban una capa continua sobre el hueso de la mandíbula. Las placas dentales consistían de dientes cílindricos, casi como agujas, fusionados. Estos no eran reemplazados por un cambio continuo de dientes, sino que seguían creciendo a lo largo de la vida del animal para contrarrestar el desgaste. Este tipo de dentición no solo es atípico entre los esfenodontos sino también entre los demás vertebrados terrestres. Estructuras dentales similares aparecen solo entre algunos peces pulmonados y en las quimeras de nariz corta. El esqueleto postcraneal de esta especie es desconocido debido a la carencia de fósiles.

## Descubrimiento

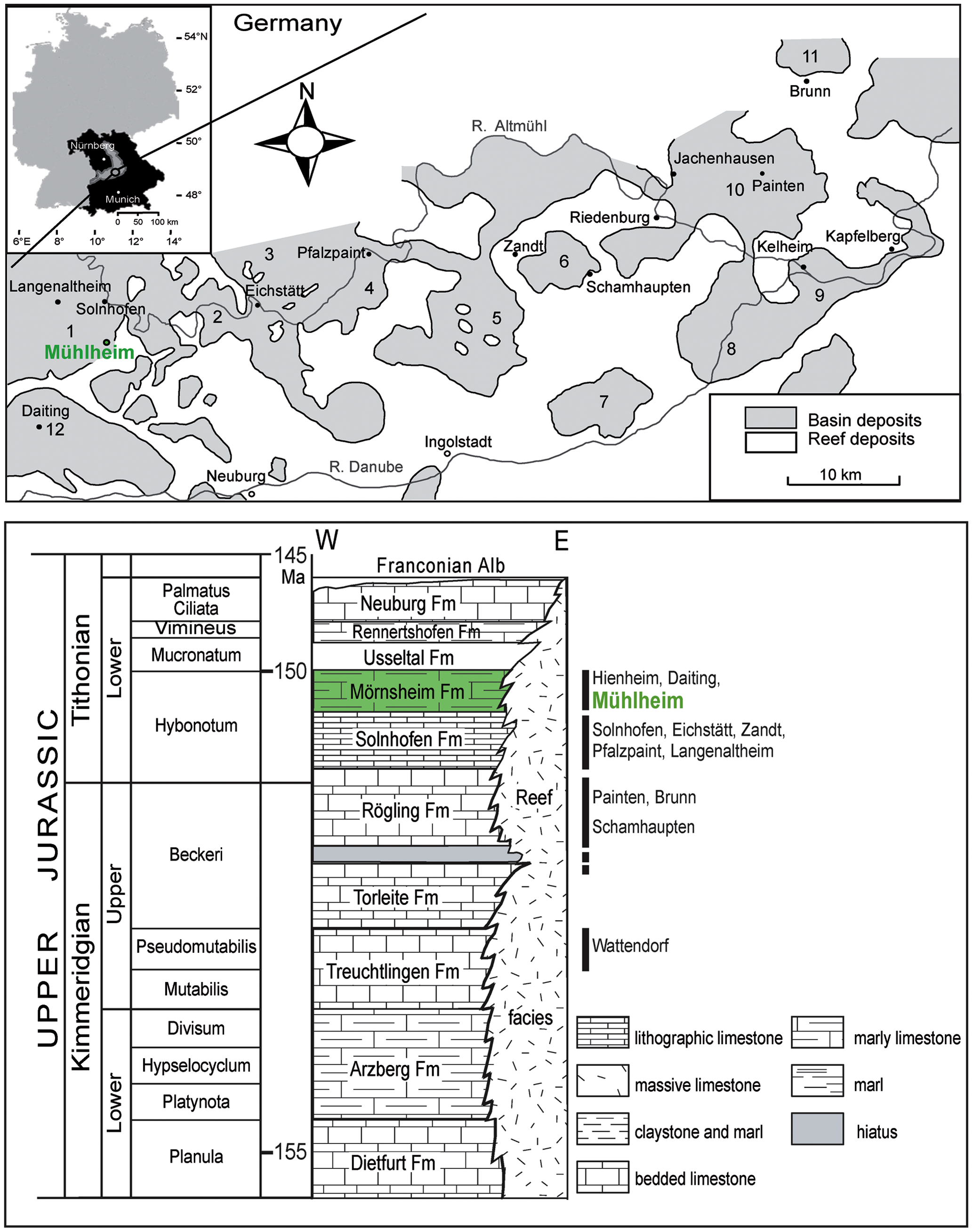
Posición geográfica y estratigráfica de la localidad tipo de Oenosaurus.

Los únicos restos descubiertos de Oenosaurus, un cráneo parcialmente preservado con mandíbulas (identificado con el número de catálogo BSPG 2009 I 23) fueron hallados en 2009 en una cantera cerca de Mühlheim. Estos aparecieron en los estratos del Jurásico Superior de Mörnsheimer en el Jura Francón, en una formación geológica que incluye calizas y margas calcáreas próximas. Los fósiles de Oenosaurus provienen de la parte central de los esquistos de Mörnsheimer, una zona de margas que recubre un banco calcáreo. La zona tiene una edad de cerca de 150 millones de años y se correlaciona temporalmente con la zona Hybonotum del Titoniense inferior.

## Paleoecología
En tiempos del Oenosaurus el Jura Francón era un archipiélago situado en el relativamente poco profundo mar de Tetis. El hábitat de estas tuátaras era probablemente de paisajes costeros llanos o de lagunas, los cuales se caracterizaban por su clima cálido y húmedo. La dentición de los animales y sus robustas mandíbulas sugieren una dieta de animales con concha. Gracias a su adaptación podían romper conchas muy duras, sin embargo aún no es claro como capturaban a sus presas. Debido al pobre registro fósil no se puede establecer si Oenosaurus era un animal terrestre o acuático, y si sus presas eran caracoles terrestres e insectos o bien eran moluscos y cangrejos. La desaparición de esta especie así como de otros esfenodontos a principios del Cretácico se debió a los cambios climáticos y ambientales. En el área del archipiélago del sur este cambio implicó que el mar somero se rellenara de cieno, acabando con el ambiente costero existente.

## Filogenia
La primera descripción de Oenosaurus apareció en 2012 en la publicación Plos One. Los autores Oliver Rauhut, Alexander Heyng, Adriana López-Arbarello y Andreas Hecker escogieron el nombre de género Oenosaurus (del griego "oinos", vino y "sauros", lagarto) en referencia a que "la región del Jura Francón es una importante área vinícola", mientras que el epíteto de la especie, muehlheimensis indica el área en que fueron recuperados los fósiles.
Un análisis de las características osteológicas tanto de Oenosaurus como de otros 20 taxones realizado por los autores mostró que este género es relativamente cercano al actual tuátara de Nueva Zelanda. Es también el taxón hermano de dos géneros extintos hallados en México, Cynosphenodon y Zapatadon. Estos tres linajes se separaron probablemente en el Jurásico Inferior. Aunque la dieta general de este grupo es más o menos omnívora, el especializado Oenosaurus tenía un rango alimenticio comparativamente más limitado. Debido a que solo se conoce el material craneano de Oenosaurus, la clasificación aquí presentada está sujeta a cierta incertidumbre.
Notablemente, en análisis más recientes, Oenosaurus aparece como parte de la radiación de los Sapheosauridae, un grupo de esfenodontes más lejanos al tuátara, propuestos como malacófagos por otros investigadores.